# Valérios
Valérios (em latim: Valerii) foi uma família da Roma Antiga de status patrício e que depois incorporou ramos plebeus. A gente Valéria foi uma das mais antigas e celebradas de Roma, e nenhuma outra gente se destacou por tanto tempo, embora de algumas, como a gente Cornélia, surgiram diversas pessoas ilustres. Públio Valério, depois chamado de "Publícola", teve um papel de destaque na história da expulsão dos antigos reis de Roma e foi eleito cônsul no primeiro ano da República Romana, 509 a.C. Desta data em diante até os últimos anos do Império Romano, por quase mil anos, o nome "Valério" (em latim: Valerius) apareceu com certa frequência nos fastos consulares e foi ostentado pelos imperadores Maximino, Maximiano, Maxêncio, Diocleciano, Constâncio Cloro, Constantino e outros.
A gente Valéria gozou de muitas honrarias e privilégios extraordinários em Roma. A casa da família ficava no sopé do monte Vélia e era a única da cidade com permissão para que as portas se abrissem para a rua (e não para o interior da casa). No Circo Máximo, um lugar muito destacado era exclusivo da família e contava com um pequeno trono, uma honra sem paralelos entre os nobres romanos. Eles podiam também enterrar seus mortos dentro do perímetro das muralhas, um privilégio que também foi concedido a algumas outras gentes; e, quando eles trocaram o antigo costume do enterro pela queima do corpo, apesar de a pira funerária não ser acesa na cidade, a carruagem funerária passava pelo local como forma simbólica de preservação do antigo direito da família.
Niebuhr, que menciona estas distinções, conjecturou que, entre as mudanças gradativas de constituição, de uma monarquia para uma aristocracia, a gente Valéria por um tempo teve o direito de que nomear um de seus membros para exercer o poder real pelos tícios, a tribo da qual os valérios devem ter se originado, como sua origem sabina indica. Contudo, como quase todos os fatos referentes ao período mais remoto da história romana, é impossível ter certeza. Os primeiros valérios sempre estiveram entre os principais defensores dos direitos das plebe e as leis que eles propuseram em épocas variadas foram grandes marcos para as liberdades da segunda classe romana.

## Origem
Acredita-se universalmente que os Valérios (Valerii) sejam de origem sabina e acredita-se que seu ancestral, Voleso ou Voluso (Volesus ou Volusus) tenha se mudado para Roma com Tito Tácio. Públio Valério Publícola e seus irmãos, Marco Valério Voluso e Mânio Valério Máximo, eram descendentes diretos dele. O nomen Valerius é um sobrenome patronímico derivado do praenomen Volesus, que é, por sua vez, derivado de "valere" ("ser forte").

## Prenomes
Os mais antigos valérios conhecidos tinha o praenomen Voleso (Volesus). Outros prenomes populares entre os primeiros valérios estão Públio, Marco, Mânio e Lúcio.

## Ramos e cognomes
A gente Valéria estava dividida em várias famílias durante o período romano, cujos nomes são Corvo (Corvus ou Corvinus), Falto, Falco (Flaccus), Levino (Laevinus), Máximo (Maximus), Messala (Messalla), Potito (Potitus), Públicola (Poplicola ou Publicola), Tapo (Tappo), Triário (Triarius) e Voluso (Volusus).  Além destas, encontram-se outros cognomens dos valérios no período republicano, muitos deles de libertos ou clientes da gente Valéria. Nas moedas dos valérios, encontramos os cognomes Acísculo (Acisculus), Cátulo (Catullus), Flaco (Flaccus) e Barbato (Barbatus). Outros mais foram usados pelos valérios no período imperial.
Os "Valérios Publícolas" são descendentes de Públio Valério, o cônsul em 509 a.C. Seus irmãos, Marco e Mânio, tinha o prenome de seu pai na forma "Voluso", como sobrenome. Mânio tinha ainda o cognome adicional "Máximo", que passou para seus descendentes. Publícola (Poplicola) significa "o que corteja o povo", de "populus" e "colo", que significa "amigo do povo". A forma "Poplicola" é a mais antiga e ocorre geralmente em inscrições, nas quais se encontra também "Poplicula". Publícola (Publicola) era a forma mais moderna e parece ter sido a geralmente empregada pelos romanos tardios. Encontramo-la nos melhores manuscritos de Lívio e no manuscrito palimpsesto de Cícero, De Republica.
Os "Valério Potítios" (Valerii Potiti) são aparentemente descendentes de Lúcio Valério, um filho de Marco Valério Voluso e sobrinho de Publícola. Esta família, como muitas outras famílias da Roma Antiga, desapareceu na época das Guerras Samnitas; mas o nome foi revivido depois pela gente Valéria como prenome; um Potito Valério Messala foi cônsul sufecto em 29 a.C. A prática de utilizar nomes de famílias extintas como prenomes era comum em outras gentes; na gente Cornélia, os Lêntulos adotaram o cognome extinto "Cossus" como prenome.
Corvo (Corvus ou Corvinus) era um sobrenome da família dos "Valérios Máximos" (Valerii Maximi). O primeiro desta família ganhou este cognome durante a guerra contra os gauleses em 349 a.C. depois de derrotar um gigantesco gaulês em combate singular com a ajuda de um corvo. Marco Valério Corvino era considerado um dos grandes heróis da República e foi duas vezes ditador, seis vezes cônsul e utilizou a cadeira curul vinte e uma vezes, vivendo até os cem anos de idade. Aparentemente ele utilizava a forma Corvo (Corvus), embora alguns escritores o chamem de Corvino; seus descendentes invariavelmente adotaram a forma "Corvino", que era simplesmente a forma mais longa de "Corvo".
O sobrenome Messala (Messalla) foi originalmente assumido por Mânio Valério Máximo Corvino depois de ter libertado Messana (moderna Messina, na Sicília) de um bloqueio cartaginês no segundo ano da Primeira Guerra Púnica em 263 a.C. Membros desta família apareceram pela primeira vez nos fastos consulares neste mesmo ano e, pela última, em 506. Neste período de quase 800 anos, detiveram vinte e dois consulados e três censorados. O cognome Messala era originalmente um agnomen romano que significava "de Messana". Ele aparece juntamente com os agnomes Barbato (Barbatus), Níger (Niger) e Rufo (Rufus).

## Membros
- Voleso ou Voluso, o epônimo ancestral da gente Valéria; acredita-se que tenha vindo para Roma com Tito Tácio na época de Rômulo, o primeiro rei de Roma.
- Voleso Valério, um descendente do primeiro Voleso, era o pai de Públio Valério Publícola, Marco Valério Voluso e Mânio Valério Voluso Máximo.

### Valérios Publícolas
- Públio Valério Vol. f. Publícola, cônsul em 509 a.C., o primeiro cônsul da República Romana; triunfou sobre as forças do rei Lúcio Tarquínio Soberbo. Cônsul novamente em 508, 507 e 504, quando triunfou sobre os sabinos.
- Públio Valério P. f. Vol. n. Publícola, que Dionísio afirma ter perecido juntamente com seu irmão, Marco, depois de recuperar o corpo do tio, Marco Valério Voluso, durante a Batalha do Lago Regilo, em 498 a.C.. Porém, acredita-se que o Públio Valério Publícola que foi cônsul em 475 e 460 a.C. seja esta mesma pessoa[14].
- Marco Valério P. f. Vol. n. Publícola, acredita-se ter perecido com seu irmão, Públio, na Batalha do Lago Regilo[14].
- Públio Valério P. f. Vol. n. Publícola, cônsul em 475 e 460 a.C., e inter-rei em 462; triunfou sobre os veios e sabinos durante seu primeiro consulado, mas, em seu segundo, foi morto lutando contra Ápio Erdônio. Acredita-se ter sido filho do cônsul de 509, mas, de acordo com outra tradição, este mesmo filho foi morto em combate na Batalha do Lago Regilo; talvez tenha sido seu neto[15][16].
- Lúcio Valério Publícola, avô do tribuno consular de 394 a.C..
- Lúcio Valério L. f. Publícola, pai do tribuno consular de 394 a.C..
- Lúcio Valério L. f. L. n. Publícola, tribuno consular em 394, 389, 387, 383 e 380 a.C..[17].
- Públio Valério L. f. Publícola, pai do cônsul de 352 a.C..
- Marco Valério L. f. Publícola, mestre dos cavalos em 358 a.C. e cônsul em 355 e 353[18].
- Públio Valério P. f. L. n. Publícola, cônsul em 352 a.C.; como pretor em 350, comandou as forças de reserva na guerra contra os gauleses. Em 344 a.C., foi nomeado ditador para poder celebrar jogos excepcionais depois que prodígios foram avistados[19]. Provavelmente é o mesmo que foi mestre dos cavalos em 332 a.C..[20].

### Valérios Potitos
- Marco Valério Vol. f. Voluso, cônsul em 505 a.C.; morreu na Batalha do Lago Regilo (498).
- Lúcio Valério M. f. Vol. n. Potito, cônsul em 483 e 470 a.C..
- Voleso Valério Potito, avô do cônsul de 410 a.C..
- Públio Valério Potito, avô do cônsul de 393 a.C..
- Lúcio Valério L. f. M. n. Potito, por vezes chamado de Lúcio Valério Publícola Potito, adversário dos decênviros, foi eleito cônsul em 449 a.C..  Derrotou os équos e os volscos; quando o Senado Romano recusou-lhe um triunfo, a população lhe conferiu a honra.
- Lúcio Valério Vol. f. Potito, pai do cônsul de 410 a.C..
- Lúcio Valério P. f. Potito, pai do cônsul de 393 a.C..
- Caio Valério L. f. Vol. n. Potito Voluso, tribuno consular em 415, 407 e 404 a.C.; cônsul em 410. Como cônsul, lutou contra a lei agrária de Marco Mênio e recuperou a Arx Carventana dos volscos e recebeu, por isso, uma ovação[21].
- Lúcio Valério L. f. P. n. Potito, tribuno consular em 414, 406, 403, 401 e 398 a.C.; cônsul em 393 e 392; triunfou sobre os équos. Inter-rei para poder realizar a comitia em 392 e mestre dos cavalos na época do ditador Marco Fúrio Camilo, em 390, quando Roma foi tomada pelos gauleses[22][23].
- Públio Valério L. f. L. n. Potito Publícola, tribuno consular em 386, 384, 380, 377, 370 e 367 a.C..[24].
- Caio Valério (C. f. L. n.) Potito, tribuno consular em 370 a.C..[25].
- Caio Valério L. f. L. n. Potito Flaco, cônsul em 331 a.C.. É provavelmente o ancestral dos Valérios Flacos[26].
- Lúcio Valério (L. f. L. n.) Potito, mestre dos cavalos em 331 a.C..[26].

### Valérios Máximos
- Mânio Valério Vol. f. Voluso Máximo, ditador em 494 a.C., prometeu aliviar as duras condições dos que estavam com dívidas se a população servisse em sua batalha contra os sabinos e équos. Depois de vencer os inimigos, Valério não pôde cumprir sua promessa e renunciou à sua ditadura, mas foi homenageado pelo povo[27][28][29].
- Marco Valério M'. f. Vol. n. Lactuca Máximo, cônsul em 456 a.C.; contrário ao plano de Icílio, tribuno da plebe, de entregar o monte Aventino à plebe[30][31].
- Marco Valério M. f. Latucino Máximo, pai do tribuno consular de 398 a.C..
- Marco Valério M. f. M. n. Latucino Máximo, tribuno consular em 398 e 395 a.C..[32].
- Marco Valério M. f. M. n. Máximo Corvo Caleno, cônsul em 348, 346, 343, 335, 300 e 299 a.C., ditador em 342 e 301 a.C. e inter-rei em 332 e 320 a.C.; venceu os volscos em 346, os samnitas em 343, os cales em 335 e os etruscos em 301. Foi eleito cônsul aos vinte e três e viveu até os cem anos de idade, ocupando a cadeira curul vinte e uma vezes.
- Marco Valério M. f. Máximo, pai do cônsul de 312 a.C..
- Marco Valério M. f. M. n. Máximo, cônsul em 312 a.C., venceu os samnitas. Foi censor em 307 e estendeu ou aprimorou as estradas romanas[33];
- Marco Valério M. f. M. n. Máximo Corvino, cônsul em 289 a.C..[34].
- Marco Valério Máximo Potito, cônsul em 286 a.C.. Ocupou-se principalmente das agitações decorrentes da Lex Hortensia[35].
- Marco ou Públio Valério Máximo, um importante acadêmico e colecionador de anedotas histórias que viveu provavelmente no século I
- Marco Valério Máximo, cônsul em 253 e 256 d.C.

### Valérios Messalinos
- Mânio Valério M. f. M. n. Corvino Messala, cônsul em 263 a.C., o segundo ano da Primeira Guerra Púnica. Realizou uma campanha pela Sicília; ele e seu colega, Mânio Otacílio Crasso, firmaram um tratado com Hierão II de Siracusa. Recebeu um triunfo e o cognome de "Messala" por ter libertado Messana (moderna Messina) de um bloqueio naval. Foi censor em 252.
- Marco Valério M'. f. M. n. Máximo Messala, cônsul em 226 a.C..[34][36][37].
- Marco Valério M. f. M'. Messala, prefeito da frota da Sicília em 210 a.C., o nono ano da Segunda Guerra Púnica. Foi nomeado ditador, mas o Senado cancelou a nomeação. Pretor peregrino em 194 a.C. e cônsul em 188 a.C.[38].
- Marco Valério M. f. M. n. Messala, cônsul em 161 a.C., o ano no qual o Senado proibiu que retóricos gregos vivessem em Roma. Embora tenha sido demovido antes pelos censores, o próprio Messala foi censor em 154[39][40][41].
- Valério Messala, um legado do cônsul Públio Rutílio Lupo quando irrompeu a Guerra Social (91-88 a.C.)[42].
- Marco Valério Messala, avô do cônsul de 61 a.C..
- Marco Valério M. f. Messala, pai do cônsul de 61 a.C..
- Marco Valério M. f. M. n. Messala Níger, cônsul em 61 a.C. e censor em 55 a.C..
- Valéria Messala, quarta esposa e viúva do ditador Sula.
- Marco Valério M. f. M. n. Messala Rufo, cônsul em 53 a.C.. Recebeu o apoio de Cícero e lutou contra Pompeu e os aliados de Públio Clódio Pulcro. Em 47 a.C., serviu sob Júlio César durante a guerra civil.
- Marco Valério M. f. M. n. Messala, cônsul sufecto em 32 a.C..
- Marco Valério M. f. M. n. Messala Corvino, um patrício, aliado de Caio Cássio Longino, foi proscrito pelo Segundo Triunvirato, mas aceitou os termos de Marco Antônio depois da morte de Cássio e Bruto. Passou depois para o lado de Otaviano e foi nomeado cônsul sufecto no lugar de Antônio em 31 a.C.. Se destacou na Batalha de Ácio e venceu os aquitanos em 27 a.C..
- Potito Valério Messala, cônsul sufecto em 29 a.C..[1];
- Marco Valério Messala M. f. M. n. Barbato, dito "Apiano", cônsul em 12 a.C..
- Lúcio Valério Potito f. Messala Voleso, cônsul em 5 d.C.; foi depois procônsul da Ásia, onde suas crueldades lhe valeram a raiva de Augusto e uma condenação pelo Senado[43][44].
- Marco Valério M. f. M. n. Messalino, cônsul em 3 a.C..
- Marco Valério M. f. M. n. Messala Barbato, cônsul em 20, foi o primeiro marido de Domícia Lépida. Pai de Messalina.
- Marco Valério M. f. M. n. Messala Corvino, cônsul em 58.
- Valéria Messalina, terceira esposa do imperador Cláudio.
- Lúcio Valério Messala Trásea Prisco, cônsul em 196. De nascimento nobre e com grandes realizações, foi assassinado por Caracala em 212[45]
- Lúcio Valério Messala, cônsul em 214.

### Valérios Levinos
- Públio Valério Levino, cônsul em 280 a.C., durante a guerra contra Pirro de Epiro. Embora derrotado por ele, escapou com a maior parte de seu exército intacto, defendeu Cápua e passou a atacar o exército epirota.
- Públio Valério Levino, pai do cônsul de 210 a.C..
- Marco Valério P. f. P. n. Levino, cônsul em 220 e 210 a.C., durante a Segunda Guerra Púnica.
- Caio Valério M. f. P. n. Levino, cônsul sufecto em 176 a.C., filho do anterior; venceu os lígures.
- Públio Valério C. f. M. n. Levino, pretor em 177 a.C., conseguiu partes da Gália Cisalpina como sua província[46].

### Valérios Flacos
- Lúcio Valério Flaco, mestre dos cavalos do ditador Marco Emílio Papo em 321 a.C.[47].
- Marco Valério L. f. Flaco, pai do cônsul de 261a.C..
- Lúcio Valério M. f. L. n. Flaco, cônsul em 261 a.C., durante a Primeira Guerra Púnica. Conduziu a guerra na Sicília contra os cartagineses sem muito sucesso[48].
- Públio Valério L. f. M. n. Flaco, cônsul em 227 a.C., o ano no qual o número de pretores foi elevado a quatro. Em 218, foi enviado como embaixador à Hispânia e, depois, a Cartago. Deteve diversos comandos durante os primeiros anos da Segunda Guerra Púnica[49][50][51].
- Lúcio Valério P. f. L. n. Flaco, cônsul em 195 a.C. e censor em 183 com Catão, o Velho; príncipe do senado. Um dos triúnviros nomeados para conduzir 6 000 famílias como colonos a Placência e Cremona, em 190 a.C., depois que estes locais foram praticamente abandonados durante uma guerra[52].
- Caio Valério P. f. L. n. Flaco, assumiu como flâmine dial em 209 a.C.[53].
- Lúcio Valério L. f. P. n. Flaco, cônsul em 152 a.C., morreu na função[54].
- Lúcio Valério L. f. L. n. Flaco, flâmine marcial e cônsul em 131 a.C..
- Lúcio Valério L. f. L. n. Flaco, cônsul sufecto no lugar de Caio Mário em 86; foi censor em 97 a.C..
- Lúcio Valério Flaco, cônsul em 100 a.C., princeps senatus em 86 a.C.; em 82 a.C. foi nomeado inter-rei e mestre dos cavalos durante a ditadura de Sula.
- Caio Valério L. f. L. n. Flaco, cônsul em 93 a.C. e, depois, procônsul na Hispânia.
- Lúcio Valério L. f. L. n. Flaco, pretor em 63 a.C., foi depois acusado de extorsão. Foi defendido com sucesso por Cícero em seu famoso discurso "Pro Flacco".
- Caio Valério Flaco, um amigo de Ápio Cláudio Pulcro, que Cícero conheceu na Cilícia em 51 a.C.[55].
- Lúcio Valério L. f. L. n. Flaco, filho do Flaco defendido por Cícero, foi introduzido à corte romana ainda criança para ganhar a confiança dos juízes. Durante a guerra civil, lutou por Pompeu e acabou morto na Batalha de Dirráquio (48 a.C.)[56][57].
- Lúcio Valério Flaco, flâmine marcial na época de Cícero, cujo irmão, Quinto, ouviu dele um relato de uma ocorrência maravilhosa. Eckhel acreditava tratar-se do mesmo Flaco defendido por Cícero, o que parece provável, pois ele teria herdado o sacerdócio do pai, o cônsul em 100 a.C.[58][59][60].
- Públio Valério Flaco, o acusador de Papírio Carbão e do qual nada mais se sabe[61].
- Caio Valério Flaco, um poeta latino ativo na primeira metade do século I.

### Valérios Faltos
- Públio Valério Falto, avô dos cônsules de 239 e 238 a.C..
- Quinto Valério P. f. Falto, pai dos cônsules de 239 e 238 a.C..
- Quinto Valério Q. f. P. n. Falto, cônsul em 239 a.C.; como primeiro pretor peregrino em 242 a.C., comandou a frota romana na Batalha das ilhas Égadas e venceu os cartagineses[34][62][63].
- Públio Valério Q. f. P. n. Falto, cônsul em 238 a.C., sofreu uma derrota nas mãos dos boios e lígures, mas contra-atacou e os aniquilou. Teve o triunfo negado por causa da derrota inicial e por que seu contra-ataque, realizado antes da chegada de reforços, foi considerado temerário[64][65].
- Marco Valério Falto, um dos emissários do Senado a Átalo I de Pérgamo em 205 a.C.. Foi pretor em 201 a.C., tendo Bruttium como província[66].

### Valérios Triários
- Lúcio Valério Triário, propretor na Sardenha em 77 a.C.; serviu em seguida como legado de Lúculo na guerra contra Mitrídates. Em 68-7, colocou Mitrídates na defensiva, mas acabou estendendo demais suas linhas e foi atacado em posição desvantajosa. Suas forças foram derrotadas com pesadas baixas e Triário só foi salvo pela chegada de Lúculo[67][68][69][70][71][72].
- Públio Valério L. f. Triário, acusou, em 54 a.C., Marco Emílio Escauro, primeiro de extorsão ("repetundae") e depois de suborno ("ambitus"). Cícero defendeu Escauro nas duas ocasiões[73][74].
- Caio Valério (L. f.) Triário, um amigo de Cícero e aliado de Pompeu durante a guerra civil. Participou da Batalha de Farsalos, em 48 a.C., e aconselhou Pompeu que permitisse que suas tropas defendessem sua posição e recebessem a carga dos soldados de Júlio César. Morreu durante a guerra, provavelmente na África e, em 45, Cícero menciona ter sido deixado como guardião de seus filhos[75][76].

### Outros
- Valério de Ostia, arquiteto do teatro coberto erigido em Roma para os "jogos de Libão" (provavelmente Lúcio Escribônio Libão, que, como edil curul em 193 a.C., celebrou a Megalésia como jogos cênicos (ludi scenici))[77].
- Lúcio Valério Tapo, pretor em 192 a.C., obteve a Sicília como sua província. Em 190, foi um dos triúnviros que lideraram as 6 000 famílias de novos colonos até Placência e Cremona[78].
- Caio Valério Tapo, tribuno da plebe em 188 a.C., propôs que o franqueamento fosse estendido os formianos, fondianos e arpinos[79].
- Marco Valério M. f. Artema, um arquiteto mencionado numa inscrição[80][81].
- Décimo Valério L. f., um "vascularis" ("fabricante de vasilhas de bronze") de Túsculo, sua cidade natal[81][82].
- Caio Valério Anemestione C. Ius, um "an "anaglyptarius" ("metalúrgico") de Córdoba que foi descrito numa inscrição[81][83].
- Valério Édito, um poeta romano citado como autor dos dois epigramas nas "Noctes Atticae" de Aulo Gélio, que provavelmente viveu por volta de 100 a.C.[84][85].
- Quinto Valério Sorano, um orador, acadêmico e poeta muito admirado por Cícero; já tinha sido tribuno da plebe, mas não se sabe em que ano. Foi condenado à morte em 82 a.C., supostamente por ter revelado o nome sagrado de Roma, mas, muito mais provavelmente, por ter sido proscrito por Sula como aliado de Caio Mário.
- Valério Antias, analista do século I a.C.
- Quinto Valério Orca, pretor em 57 a.C. e oficial de Júlio César na guerra civil.
- Caio Valério Cátulo, o famoso poeta (fl. década de 50 a.C.)
- Públio Valério Cato, acadêmico e poeta do século I a.C.
- Décimo Valério Asiático, cônsul em 35 e 46
- Décimo Valério Asiático, Senador romano e filho do cônsul em 35 e 46.
- Potito Valério Corvo Rufo Sula, cônsul em 100
- Volsus Valério Valo Sula Valeriano, pretor em 132
- Públicola Valério Sula Félix.
- Filipe Valério Sula Félix.
- Filipe Valério Sula Félix Cassinoa, cônsul em 193.
- Marco Valério Marcial (Marcial), poeta do século I.
- Caio Calpetano Râncio Quirinal Valério Festo, cônsul sufecto em 71.
- Lúcio Valério Liciniano, advogado do século I.
- Valério Probo, gramático do século I.
- Marco Valério Bradua Máurico, cônsul em 191.
- Públio Valério Comazão, cônsul em 220.
- Lúcio Valério Máximo, cônsul em 233.
- Valério Máximo, cônsul em 253.
- Lúcio Valério Máximo, cônsul em 256.

### Roma imperial tardia
- Cláudio II (Marcus Aurelius Valério Claudius Augustus), imperador.
- Diocleciano (Gaius Aurelius Valério Diocletianus Augustus), imperador.
- Maximiano (Marcus Aurelius Valério Maximianus Augustus), imperador.
- Galério (Gaius Galerius Valério Maximianus Caesar), imperador.
- Constâncio Cloro (Flavius Valério Constantinus Caesar), imperador.
- Valério Severo, um imperador por um curto período.
- Marco Aurélio Valério Maxêncio, imperador 306-312.
- Marco Valério Rômulo, cônsul em 309.
- Flávio Júlio Valério Crispo (Crispus).
- Flávio Galério Valério Liciniano Licínio, imperador.
- Constantino I, o Grande (Flavius Valério Constantinus Augustus)), o famoso imperador Constantino, o Grande.
- Maximino II (Galerius Valério Maximinus Augustus), imperador.
- Júlio Valério Alexandre Polêmio, estudioso do século IV.
- Júlio Valério Majoriano, imperador 457-461.
- Valério (cônsul em 432), cônsul em 432.

## Outros usos do nome Valério
- Adriaen Valério, que compôs ou colecionou uma antologia das músicas patrióticas holandesas durante a ocupação da Guerra dos Oitenta Anos.
- Valéria de Milão, uma santa e mártir do século II.
- Valério de Tréveris, um bispo de Tréveris do século IV.
- Valério de Saragoça, bispo de Saragoça entre 290 e 315.
- Valério II de Saragoça, bispo de Saragoça c. 380.
- Valério de Bierzo, um eremita e escritor da Espanha Visigótica do século VII.